# Audón López
Audón López (Casilda, Santa Fe; 4 de septiembre de 1910- Buenos Aires, Argentina; 3 de septiembre de 1991) fue un actor de cine, radio, teatro y televisión y  un compositor argentino.

## Carrera
Junto a Adalberto Campos encabezaron muchos años un elenco radial llamado "Juventud ". López interpretaba siempre al "Negro Faustino ", personaje còmico y que aparecía en las giras teatrales caracterizado como hombre de color. Durante la década de los años 40 protagonizaron numerosos èxitos algunos de ellos como Fachenzo el Maldito, Soy Judío y muchos más. Eran propalados por LS6 Radio del Pueblo, también integró ese grupo la actriz Elena Lucena. Hizo radioteatros como Las nazarenas de la muerte, una obra de Audón, en Radio del Pueblo y La zapatera y el millonario.
Como compositor hizo los temas Que viejo que estoy (junto a Francisco De Rose)  y Una canción (con Aníbal Troilo, Juan Velich y Francisco De Rose.
En cine trabajó en las películas El morocho del Abasto (La vida de Carlos Gardel) (1950) junto a Rolando Chaves, Tito Lusiardo y Analia Gadé, Lo llamaban Bairoletto (1956) con Horacio Aranda y Tomás Simari, El gaucho y el diablo (1952) con Juan José Míguez, Elisa Christian Galvé, Francisco Martínez Allende y Elina Colomer, y  El milagro de Ceferino Namuncurá (1972) con Catalina Toranzo Toledo, Nelly Ortiz y Lucerito Aguilar. Trabajó bajo la dirección de grandes directores del momento como Máximo Berrondo, Ernesto Remani, Julio C. Rossi, entre otros.
En televisión trabajó en La baranda en 1967 con figuras como Juan Carlos Altavista, Nelly Beltrán, Maurice Jouvet y gran elenco.
Integró respetadas compañías como la de Atilano Ortega Sanz. En teatro actuó en obras como Una rosa de sangre sobre la arena, Marinella, la novia del río, La pasión de Juan Moreira y El facón de Pastor Luna con Héctor Bates, Héctor Miranda y Omar Aladio.
Su hijo fue el también actor Carlos López.